# Seasonal Shift
| Совокупная оценка    | Совокупная оценка |
| Источник             | Оценка            |
| -------------------- | ----------------- |
| Metacritic           | 67/100            |
| Оценки критиков      |                   |
| Источник             | Оценка            |
| American Songwriter  | [ 2 ]             |
| Evening Standard     | [ 3 ]             |
| The Line of Best Fit | 7.5/10            |

Seasonal Shift — одиннадцатый студийный альбом американской инди-рок-группы Calexico, вышедший 4 декабря 2020 года на лейбле ANTI- Records.

## История
Двум основным участникам группы Бёрнсу и Конвертино помогают такие инструменты, как португальская гитара, вибрации, меллотрон и множество перкуссии, усиливающие звук. Другие вокалисты, такие как Gisela Joao, Gaby Moreno и Camilo Lara, вносят освежающие изменения в вокал. Мексиканские духовые создают более мирской микс, а милая и искренняя песня Бёрнса «Peace of Mind», исполненная в стиле кантри-фолк, посвящена тому, чтобы остаться дома, по крайней мере, в этом году..

## Отзывы
Альбом получил положительные отзывы музыкальных критиков: American Songwriter, Evening Standard,, The Line of Best Fit.
Хэл Хоровиц в своей рецензии в American Songwriter написал: «Несмотря на разрозненность музыкального шведского стола, а может быть, и благодаря ей, Calexico представляет собой вполне приятный альбом, в котором достаточно артистически занимательных моментов, чтобы сделать его стоящим, даже если его общий подход скорее несфокусированный, чем праздничный». В Evening Standard отметили, что в новом рождественском альбоме группа смогла соблюсти «Баланс новой рождественской музыки, уютно-ностальгической и лирически-традиционной… оригинальные песни преобладают над горсткой каверов. Отсутствие колокольчиков для саней и добавление рожков мариачи означает, что альбом можно было бы использовать не только для декабря. Это сборник поздравлений с сезоном на разных языках, включая слова: „Пусть следующий год будет намного лучше, чем этот“».

## Список композиций
| №                   | Название                                            | Автор(ы)                  | Длительность |
| ------------------- | --------------------------------------------------- | ------------------------- | ------------ |
| 1.                  | «Hear the Bells»                                    | Joseph Burns              | 3:52         |
| 2.                  | «Christmas All Over Again» (при участии Nick Urata) | Tom Petty                 | 3:37         |
| 3.                  | «Mi Burrito Sabanero» (при участии Gaby Moreno)     | Hugo Blanco               | 4:05         |
| 4.                  | «Heart of Downtown» (при участии Bombino)           | Burns Sergio Mendoza      | 3:49         |
| 5.                  | «Seasonal Shift»                                    | Burns                     | 3:22         |
| 6.                  | «Nature's Domain»                                   | Burns                     | 2:56         |
| 7.                  | «Happy Xmas (War Is Over)»                          | John Lennon Yoko Ono      | 4:01         |
| 8.                  | «Glory's Hope»                                      | John Convertino           | 2:47         |
| 9.                  | «Tanta Tristeza» (при участии Gisela João)          | Burns Mendoza             | 3:49         |
| 10.                 | «Peace of Mind»                                     | Burns                     | 3:22         |
| 11.                 | «Sonoran Snoball» (при участии Camilo Lara)         | Camilo Lara Burns Mendoza | 3:07         |
| 12.                 | «Mi Burrito Sabanero – Reprise»                     | Blanco                    | 3:36         |
| Общая длительность: | Общая длительность:                                 | Общая длительность:       | 42:23        |

## Чарты
| Чарт (2020)                 | Высшая позиция |
| --------------------------- | -------------- |
| Бельгия/Фландрия (Ultratop) | 55             |